# Мари, Химэ
Химэ Мари (англ. Hime Marie; род. 23 августа 1995 года, Альбукерке, Нью-Мексико, США) — американская вебкам-модель и порноактриса.

## Карьера
Работала внештатным визажистом и эстетиком, а также сменщицей и регистратором в парикмахерских салонах. В возрасте 20 лет начинает карьеру вебкам-модели. Сценический псевдоним Химэ (яп. 姫, принцесса) взяла из-за увлечения японской культурой, а Мари — её настоящее среднее имя. В ноябре 2016 года, после перерыва в съёмках на другой платформе, начинает сниматься на сайте Chaturbate.
Пришла в индустрию для взрослых в июле 2017 года в возрасте 21 года. Первыми съёмками для Химэ стала сцена для студии Naughty America. В августе 2017 года, всего через месяц после начала карьеры, впервые снимается в сцене анального секса для студии Tushy. Позднее снимается в сцене межрасового секса для студии Blacked. В конце 2018 года участвует в своей первой сцене двойного проникновения для Blacked Raw, дочернего сайта Blacked.
Снимается для AMK Empire, Blacked, Evil Angel, Kick Ass Pictures, Mofos, Passion HD, Reality Kings, TeamSkeet, Tushy и многих других.
По данным сайта IAFD на апрель 2019 года, снялась в более чем 50 порносценах.
В настоящее время проживает в Финиксе, штат Аризона. Её интересы в порноиндустрии представляет агентство талантов Hussie Models.

## Награды и номинации
| Год  | Награда                | Результат | Категория | Фильм                                                |
| ---- | ---------------------- | --------- | --- | ---------------------------------------------------- |
| 2019 | AVN Award              | Номинация | Лучшая новая старлетка | н/д                                                  |
| 2019 | AVN Award              | Номинация | Лучшая сцена триолизма (Д/Д/П) (вместе с Джейсоном Лавом и Луи Смоллсом)                                                                         | Blacked Raw V10                                      |
| 2019 | Voyeur Community Award | Победа    | Особое признание — награда яркой звезде Chaturbate                                                                                               | н/д                                                  |
| 2019 | XRCO Award             | Номинация | Новая старлетка года | н/д                                                  |
| 2021 | AVN Award              | Номинация | Награда поклонников: любимая порнозвезда (женщина)                                                                                               | н/д                                                  |
| 2021 | XBIZ Award             | Номинация | Лучшая сцена секса — виртуальная реальность (вместе с Алекс Кол, Кайлом Мейсоном и Кендрой Спейд)                                                | The Dorm Room: Back to School Edition                |
| 2022 | AVN Award              | Номинация | Лучшая оральная сцена (вместе с Анной Клэр Клаудс и Тристаном Сигалом)                                                                           | Hime and Anna Peach Gummy Candy                      |
| 2022 | AVN Award              | Номинация | Лучшая сцена секса в виртуальной реальности (вместе с Блейк Блоссом и Кайлом Мейсоном)                                                           | The SiXXXth Sense                                    |
| 2022 | Fleshbot Award         | Номинация | Лучшая задница | н/д                                                  |
| 2022 | XBIZ Award             | Номинация | Лучшая сцена секса — виртуальная реальность (вместе с Блейк Блоссом и Кайлом Мейсоном)                                                           | The SiXXXth Sense                                    |
| 2022 | XBIZ Cam Award         | Номинация | Восходящая премиум-социальная медиазвезда | н/д                                                  |
| 2022 | XRCO Award             | Номинация | Невоспетая сирена года | н/д                                                  |
| 2023 | AVN Award              | Номинация | Лучшая сцена двойного проникновения (вместе с Заком Уайлдом и Миком Блу)                                                                         | DP Masters 8 — Scene 2                               |
| 2023 | AVN Award              | Номинация | Лучшая сцена секса в виртуальной реальности (вместе с Брэдом Ньюменом, Лейни Грей и Лили Ларимар)                                                | Call on Me                                           |
| 2023 | Fleshbot Award         | Номинация | Лучшая оральная сцена (вместе с Дэвидом Ли) | Sugar Daddy                                          |
| 2023 | XBIZ Award             | Номинация | Вебкам-модель года | н/д                                                  |
| 2023 | XRCO Award             | Номинация | Невоспетая сирена года | н/д                                                  |
| 2024 | AltStar Award          | Номинация | Лучшая вебкам-модель года | н/д                                                  |
| 2024 | AVN Award              | Номинация | Лучшая сцена группового секса в виртуальной реальности (вместе с Дэном Дэмиджем, Пенелопой Вудс и Рори Нокс)                                     | The Dorm Room: Anal Roommates                        |
| 2024 | XBIZ Award             | Номинация | Вебкам-модель года | н/д                                                  |
| 2024 | XRCO Award             | Номинация | Невоспетая сирена года | н/д                                                  |
| 2025 | AltStar Award          | Номинация | Лучшая вебкам-модель года | н/д                                                  |
| 2025 | AVN Award              | Номинация | Лучшая сцена группового секса в виртуальной реальности (вместе с Кайлом Мейсоном и Эйвери Блэк)                                                  | Locker Room Incident 2                               |
| 2025 | AVN Award              | Номинация | Лучшая сцена секса вчетвером/оргии (вместе с Ванессой Вегой, Викторией Вокс, Кимми Кимм, Кристи Лав, Лукасом Фростом, Мэди Коллинз и Эмбер Сноу) | Sinners Anonymous                                    |
| 2025 | XMA Award              | Номинация | Лучшая сцена секса — виньетка (вместе с Паркером Амброузом)                                                                                      | Hime Has Anal Intentions for Her Bestie’s Little Bro |
| 2025 | XMA Award              | Номинация | Лучшая сцена секса — виртуальная реальность (вместе с Венус Валенсией, Галь Ричи, Дамианой Лавз и Джоном Стронгом)                               | Sexual Alchemy: Tantric Love                         |
| 2025 | XMA Award              | Номинация | Лучшая сцена секса — виртуальная реальность (вместе с Алекс Кол, Кайли Рокет и Райаном Дриллером)                                                | Wet and Wild in Hollywood                            |
| 2025 | XMA Award              | Номинация | Лучшая сцена секса — оргия/групповая (вместе с Коди Стилом, Лилли Белл, Максом Филлсом, Миной Лакс, Серой Райдер и Уитни Райт)                   | Hime’s House Party                                   |

## Избранная фильмография
- 2018 — Amateur Load Hunters
- 2018 — AMK Hardcore 5
- 2018 — Anal For Everyone
- 2018 — Anal Maniac 2
- 2018 — Anal Newbies 8
- 2018 — Bad Ass Barbies 2
- 2018 — I Ate Cum From My Young Cunt